# Altpreußisches Infanterieregiment No. 7 (1806)
Das Infanterieregiment mit der späteren Nummer No. 7 war ein altpreußisches Regiment zu Fuß, das 1676 als Abspaltung vom Garderegiment (1806: No.1) errichtet wurde. Zunächst befand sich die Garnison in Berlin-Cölln. Im 18. Jahrhundert hatte es seinen Standort in Stettin (Pommern).

## Allgemeine Geschichte
Das Regiment wurde aus Einheiten des damaligen Garderegiments (später No.1) errichtet. Die Garde war im Zuge des Holländischen Krieges gegen Frankreich auf der Seite der kaiserlichen Truppen in das Elsass ausgerückt und ließ vier Kompanien zurück, die zum neuen Hausregiment der brandenburgischen Kurfürstin Dorothea zusammengefasst wurden.

### Formationsgeschichte und Standorte
Regimentsinhaber waren in der Folge: 1676 Dorothea von Brandenburg, 1688 Carl Philipp von Brandenburg-Schwedt, 1695 Christian Ludwig von Brandenburg, 1734 Friedrich Casimir von Botzheim, 1737 Carl Wilhelm von Bredow, 1741 August Wilhelm von Braunschweig-Bevern („Alt-Bevern“), 1781 Karl Ludwig von Winterfeld, 1784 Wilhelm Heinrich von der Goltz, 1790 Karl Eduard von Tiedemann, 1790 Karl Philipp von Owstien.

### Einsatzgeschichte
An folgenden Schlachten nahm das Regiment teil: 1705 Cassano, 1706 Calcinato, 1706 Turin, 1708 Lille, 1710 Aire, 1715 Stralsund, 1741 Mollwitz, 1742 Chotusitz, 1744 Prag, 1745 Hohenfriedeberg, 1756 Lobositz, 1757 Prag, 1757 Kolin, 1757 Roßbach & Leuthen (Grenadiere im Bat. mit No. 30), 1758 Zorndorf, 1759 Kunersdorf, 1760 Torgau, 1762 Freiberg

### Beurteilungen
In den Lebenserinnerungen des schlesischen Offiziers von Prittwitz wird das Regiment als „schönes und an Größe sehr ausgezeichnetes Regiment“ bezeichnet, „welches außer der Garde eines der vorzüglichsten in der Armee gewesen“. Das Regiment hatte vor dem Siebenjährigen Krieg einen hervorragenden Ruf, wurde allerdings in der Schlacht bei Kolin nahezu eliminiert; Verlust: über 1000 Mann. Die mit neuen Rekruten mangelhaft aufgefüllten Reste konnten den alten Ruf nicht mehr herstellen. Bei Zorndorf geriet das Regiment in Panik. Friedrich II. ließ in einer Kabinettsordre 1774 verlauten: „Dergleichen Betragen lässt sich ebenso wenig rechtfertigen als vergessen.“

## Erscheinungsbild und Ausrüstung
In der Mitte des 18. Jahrhunderts bestand die Regimentsuniform aus einer blauen Uniformjacke mit rosa Aufschlägen (Rockschoß rot). Das Kamisol war beigefarben. Auf der Brust und den schwedischen Ärmelaufschlägen befanden sich keine Schleifen. Knöpfe waren zinkfarben. Die Mütze der Grenadiere war rosa und weiß, Silbermessingbeschlag mit einem rosa Püschel. Die Regimentsfahne war dunkelblau mit roten Strahlen.

## Verbleib
Das Regiment war 1806 Teil des Reserve-Corps. Das spätere neupreußische Grenadier-Regiment Nr. 2 führte die Tradition fort, in der Reichswehr IR 5, erste und zweite Kompanie.